# Beijing Senova X35

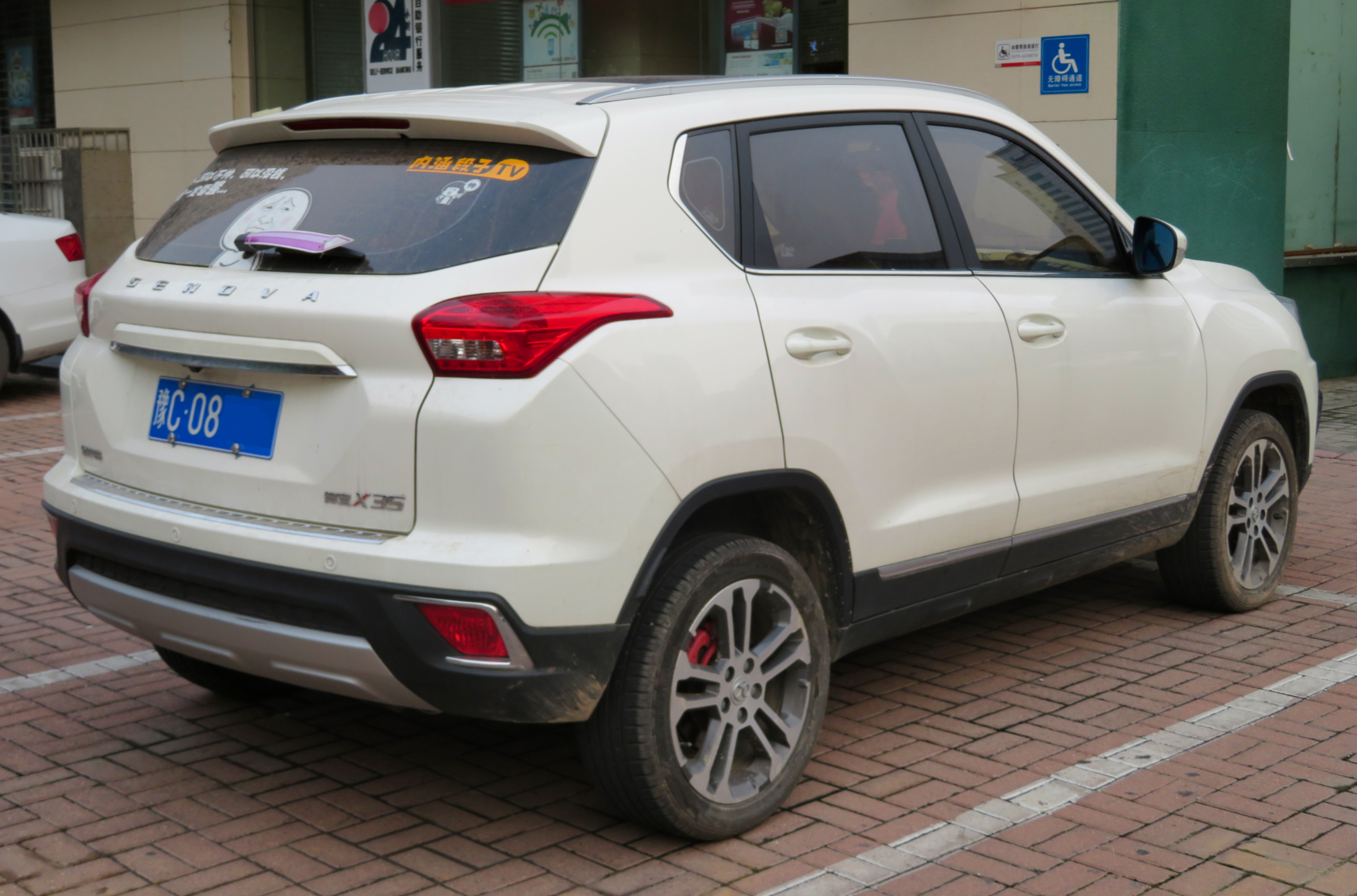
Heckansicht

Der Beijing Senova X35 ist ein Kompakt-SUV der chinesischen Beijing Motor Corporation. Die Marke lautet Beijing und die Submarke Senova. Der Hersteller selber bezeichnet Senova als Series.

## Geschichte
Vorgestellt wurde das Fahrzeug im April 2016 auf der Beijing Auto Show. Seit Mai 2016 wird es in China verkauft. Das Kompakt-SUV ist zwischen dem X25 und dem X55 positioniert. In Deutschland wurde es über den Importeur Indimo angeboten. Auch in vielen Staaten Lateinamerikas war der Wagen erhältlich.
Der Changhe Q35 baut auf dem Senova X35 auf.

## Technische Daten
Angetrieben wird der Beijing Senova X35 von einem 1,5-Liter-Ottomotor mit 85 kW (116 PS) von Mitsubishi Motors, der auch im X25 zum Einsatz kommt. Serienmäßig hat das SUV ein 5-Gang-Schaltgetriebe, wahlweise ist ein 4-Stufen-Automatikgetriebe erhältlich. Allradantrieb ist nicht verfügbar.
Im Gegensatz zum X25 gibt es vom X35 keine batterieelektrisch angetriebene Version.
|                                             | 1.5                               |
| Bauzeitraum                                 | 05/2016–07/2019                   |
| Motorkenndaten                              |                                   |
| Motortyp                                    | Reihen-Vierzylinder-Ottomotor     |
| Motoraufladung                              | —                                 |
| Hubraum                                     | 1499 cm³                          |
| max. Leistung bei min−1                     | 85 kW (116 PS) / 6000             |
| max. Drehmoment bei min−1                   | 148 Nm / 3800–4800                |
| Kraftübertragung                            |                                   |
| Antrieb, serienmäßig                        | Vorderradantrieb                  |
| Getriebe, serienmäßig                       | 5-Gang-Schaltgetriebe             |
| Getriebe, optional                          | (4-Stufen-Automatikgetriebe)      |
| Messwerte                                   |                                   |
| Höchstgeschwindigkeit                       | 180 km/h                          |
| Beschleunigung, 0–100 km/h                  | k. A.                             |
| Kraftstoffverbrauch auf 100 km (kombiniert) | 6,4–6,8 l Super (6,6–6,8 l Super) |
| Tankinhalt                                  | 46 l                              |

Werte in runden Klammern gelten für Modelle mit optionalem Getriebe.